# Tomasz Płudowski
Tomasz Płudowski (ur. 1970) – polski amerykanista i medioznawca, dr socjologii polityki i kultury.

## Życiorys
Absolwent Uniwersytetu Łódzkiego. Redaktor naczelny polskiej edycji międzynarodowego periodyku medioznawczego Global Media Journal, wydawanego przez Purdue University i Collegium Civitas. Stypendysta Fundacji Fulbrighta (Stanford University) oraz Fundacji Kościuszkowskiej (New York University). Wykładał m.in. w Holandii i Wielkiej Brytanii. Główne publikacje: „American Politics, Media, and Elections. International Perspectives on US Presidency, Foreign Policy, and Political Communication” (Toruń: Adam Marszałek/Collegium Civitas Press, 2005), „Terrorism, Media, Society” (Toruń: Adam Marszałek/Collegium Civitas Press, 2006), „How the World’s News Media Reacted to 9/11. Essays from Scholars Around the Globe” (Spokane, Washington: Marguette Books, 2007) oraz „The Media and International Communication” (Frankfurt am Main i Nowy Jork: Peter Lang Verlag, 2007, red. z Barbarą Lewandowską-Tomaszczyk i Dolores Valencia Tanno).